# بوقلمون خال‌چشمی
بوقلمون خال‌چشمی(نام علمی: Meleagris ocellata) نام یک گونه از سرده بوقلمون است.